# Adansonia madagascariensis
Adansonia madagascariensis es una de las seis especies endémicas de baobabs de Madagascar: se caracteriza por tener hojas caducas, y crece en los bosques secos de Madagascar.

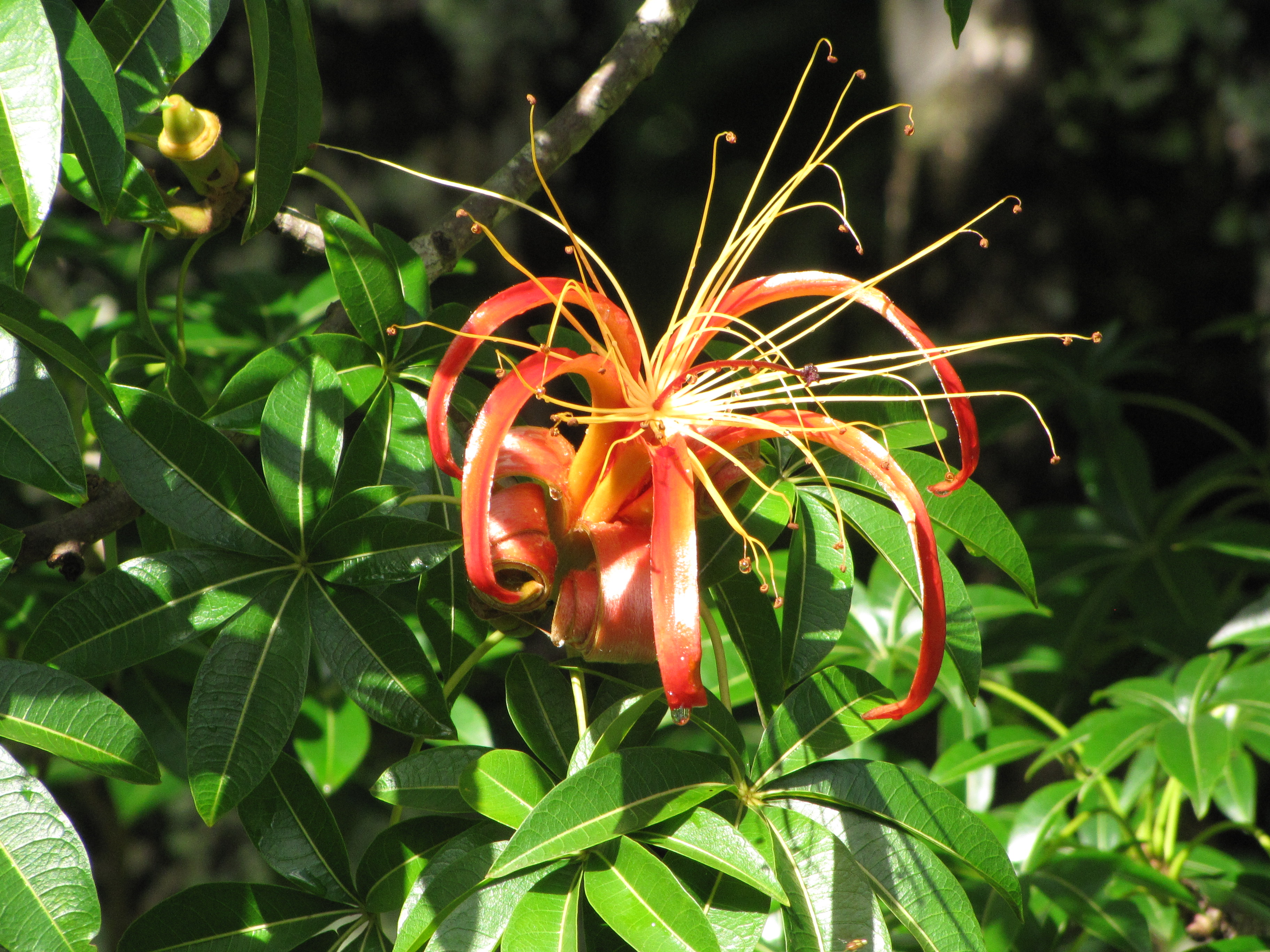
Detalle

## Descripción
Adansonia madagascariensis es un árbol que alcanza un tamaño de 5 a 25 metros de altura, es de hoja caduca con una corteza suave gris pálida. Las hojas son palmadas con 5-7 foliolos y peciolo de 6 a 7 centímetros de largo. La hoja es obovada  de 9 a 10 centímetros de largo y de 3 a 4 centímetros de ancho. El margen de la hoja es entero. Las flores están en posición vertical. Sus bandas como sépalos son 18 centímetros de largo y 1 a 1,7 centímetros de ancho. La corola en forma de cinta de color rosa mide 13 centímetros de largo y 1,5 centímetros de ancho. Los numerosos estambres están fusionados a una de 9 centímetros en un largo tubo con 5 a 11 centímetros de largo. El período de floración es entre febrero y abril. Los frutos son esféricos a ovoides y contienen, semillas aplanadas lateralmente en forma de riñón.

## Taxonomía
Adansonia gregorii fue descrita por  Henri Ernest Baillon y publicado en Adansonia 11: 251. 1876.
Etimología
Adansonia: nombre científico que honra al sabio francés de origen escocés que describió por primera vez a éste árbol, Michel Adanson (1737-1806), y deriva directamente de su apellido.
madagascariensis: epíteto geográfico que alude a su localización en Madagascar.
Sinonimia
- Adansonia bernieri Baill. ex Poiss.
- Baobabus madagascariensis (Baill.) Kuntze[3]